# 拉拉屯泡
拉拉屯泡是一个位于中国吉林省通榆县的湖泊，面积约为2.7平方千米，平均水深约为1米。